# الیمایا
الیمایا (به لاتین: Alemaya) یک منطقهٔ مسکونی در اتیوپی است که در منطقه اورومیا واقع شده‌است.

## خصوصیات
الیمایا ۱۵٬۳۱۷ نفر جمعیت دارد و ۲٬۰۴۷ متر بالاتر از سطح دریا واقع شده‌است.